# Villar de Samaniego
Villar de Samaniego település Spanyolországban, Salamanca tartományban. Villar de Samaniego Ahigal de Villarino, Sanchón de la Ribera, Barceo, Valsalabroso, La Vídola és Villarino de los Aires községekkel határos. Lakosainak száma 78 fő (2024).

## Népesség
A település népessége az elmúlt években az alábbi módon változott:
| Lakosok száma | 120  | 116  | 106  | 108  | 97   | 90   | 92   | 88   | 81   | 78   |
|               | 2001 | 2004 | 2007 | 2009 | 2012 | 2014 | 2017 | 2019 | 2022 | 2024 |